# 蒙特勒韦勒 (伊泽尔省)
蒙特勒韦勒（法語：Montrevel）是法国伊泽尔省的一个市镇，属于拉图尔迪潘区。该市镇总面积9.37平方公里，2009年时的人口为467人。

## 人口
蒙特勒韦勒人口变化图示